# Lynx blanc
Lynx blanc è una serie di fumetti d'avventura francesi creati dallo sceneggiatore Roger Lécureux e dal disegnatore Claude-Henri (che disegnò con lo pseudonimo di Bob Sim). Pubblicata dal maggio 1947 al 1964 sul settimanale per giovani Vaillant, la serie fu ripresa in un album pubblicato nel 1948. Dal 1947 al 1961, Claude-Henri e Paul Gillon si alternarono nel disegno.
Lynx blanc è un uomo atletico e vigoroso che combatte vari criminali e malfattori in tutto il mondo tropicale in compagnia del suo aiutante malese, il giovane Moki. Per crearlo, Roger Lécureux si ispirò al fumetto Jungle Jim di Alex Raymond.
Nel 1962 il disegno fu rilevato da Lucien Nortier e Jean Le Moing, che ribattezzarono la serie chiamandola La Patrouille de la jungle, la nuova serie divenne un copia del fumetto americano ma meno originale Raoul et Gaston. Questo nuovo fumetto cesso le pubblicazioni due anni dopo nel 1964.